# Liste der deutschen Meisterschaften im Schach
Diese Liste enthält die deutschen Meister im Schach.

## Kongresse der deutschen Schachverbände
Vor Gründung des Deutschen Schachbundes 1877 wurden West- (seit 1861), Nord- (seit 1868) und Mitteldeutsche (seit 1871) Meisterschaften (Kongresse) ausgerichtet. Sie gelten als Vorläufer der späteren Kongresse des Deutschen Schachbundes. Der Westdeutsche Schachbund trug seine ursprünglich als Rheinische Schachkongresse bezeichneten Turniere bis 1880 aus. Die Turniere fanden meist in den Sommerferien statt und waren in der Regel kleinere Veranstaltungen mit sechs bis zehn Teilnehmern.

### Kongresse des Westdeutschen Schachbundes (WDSB) 1861–1880

Max Lange wurde mehrfach Meister des Westdeutschen Schachbundes, zuerst 1862.

| Jahr | Gastgeber         | Meister                    |
| ---- | ----------------- | -------------------------- |
| 1861 | Düsseldorf        | kein Meister ausgespielt   |
| 1862 | Düsseldorf        | Max Lange                  |
| 1863 | Düsseldorf        | Max Lange                  |
| 1864 | Düsseldorf        | Max Lange                  |
| 1865 | Elberfeld         | Gustav Neumann             |
| 1867 | Köln              | Wilfried Paulsen           |
| 1868 | Aachen            | Max Lange                  |
| 1869 | Barmen            | Adolf Anderssen            |
| 1871 | Krefeld           | Louis Paulsen              |
| 1876 | Düsseldorf        | Wilfried Paulsen           |
| 1877 | Köln              | Johannes Hermann Zukertort |
| 1878 | Frankfurt am Main | Louis Paulsen              |
| 1880 | Braunschweig      | Louis Paulsen              |

### Kongresse des Norddeutschen Schachbundes (NDSB) 1868–1872
| Jahr | Gastgeber | Meister         |
| ---- | --------- | --------------- |
| 1868 | Hamburg   | Max Lange       |
| 1869 | Hamburg   | Adolf Anderssen |
| 1872 | Altona    | Adolf Anderssen |

### Kongresse des Mitteldeutschen Schachbundes (MDSB) 1871–1877
| Jahr | Gastgeber | Meister                                                      |
| ---- | --------- | ------------------------------------------------------------ |
| 1871 | Leipzig   | Adolf Anderssen                                              |
| 1876 | Leipzig   | Adolf Anderssen                                              |
| 1877 | Leipzig   | Louis Paulsen (galt inoffiziell als erster Kongress des DSB) |

## Deutsche Meisterschaften

### Kongresse des DSB 1879–1914

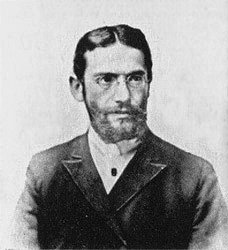
Der mehrfache Turniersieger Siegbert Tarrasch schrieb auch das didaktische Werk „Das Schachspiel“.

Bis 1914 wurden bei den Kongressen des Deutschen Schachbundes die deutschen Meisterschaften (nummeriert) meist als internationale Turniere ausgespielt.
| Nr | Jahr | Gastgeber         | Meister                                                         |
| -- | ---- | ----------------- | --------------------------------------------------------------- |
| 1  | 1879 | Leipzig           | Berthold Englisch                                               |
| 2  | 1881 | Berlin            | Joseph Henry Blackburne                                         |
| 3  | 1883 | Nürnberg          | Szymon Winawer                                                  |
| 4  | 1885 | Hamburg           | Isidor Gunsberg                                                 |
| 5  | 1887 | Frankfurt am Main | George Henry Mackenzie                                          |
| 6  | 1889 | Breslau           | Siegbert Tarrasch                                               |
| 7  | 1892 | Dresden           | Siegbert Tarrasch                                               |
| 8  | 1893 | Kiel              | Curt von Bardeleben, Carl August Walbrodt                       |
| 9  | 1894 | Leipzig           | Siegbert Tarrasch                                               |
| 10 | 1896 | Eisenach          | (kein Meisterturnier, nur Hauptturnier)                         |
| 11 | 1898 | Köln              | Amos Burn                                                       |
| 12 | 1900 | München           | Harry Nelson Pillsbury, Carl Schlechter                         |
| 13 | 1902 | Hannover          | Dawid Janowski                                                  |
| 14 | 1904 | Coburg            | Rudolf Swiderski, Carl Schlechter, Curt von Bardeleben          |
| 15 | 1906 | Nürnberg          | Frank James Marshall                                            |
| 16 | 1908 | Düsseldorf        | Frank James Marshall                                            |
| 17 | 1910 | Hamburg           | Carl Schlechter                                                 |
| 18 | 1912 | Breslau           | Oldřich Duras, Akiba Rubinstein                                 |
| 19 | 1914 | Mannheim          | wegen Kriegsausbruch abgebrochen – es führte Alexander Aljechin |

### Kongresse des DSB 1920–1932

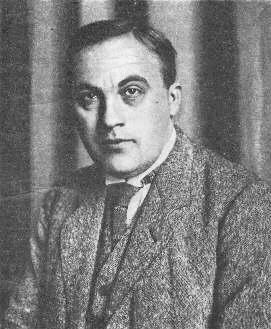
Efim Bogoljubow (um 1925)

Nach dem Ersten Weltkrieg ließ man meist bloß deutsche Spieler für die Kongresse zu, da eine nationale Meisterschaft anvisiert wurde.
Der 20. DSB-Kongress, der erste Kongress nach Ende des Ersten Weltkrieges, fand 1920 in Berlin statt. Es wurde das 1. Hauptturnier (Berliner Tageblatt-Turnier) ausgetragen, das Friedrich Sämisch gewann.
| Nr | Jahr | Gastgeber         | Meister                                       |
| -- | ---- | ----------------- | --------------------------------------------- |
|    | 1920 | Berlin            | (kein Meisterturnier, nur vier Hauptturniere) |
| 19 | 1921 | Hamburg           | Ehrhardt Post                                 |
| 20 | 1922 | Bad Oeynhausen    | Ehrhardt Post                                 |
| 21 | 1923 | Frankfurt am Main | Ernst Grünfeld                                |
| 22 | 1925 | Breslau           | Efim Bogoljubow                               |
| 23 | 1927 | Magdeburg         | Rudolf Spielmann                              |
| 24 | 1929 | Duisburg          | Carl Ahues                                    |
| 25 | 1931 | Swinemünde        | Efim Bogoljubow                               |

### Kongresse des Großdeutschen Schachbundes 1933–1943
Zwischen 1933 und 1943 wurden die deutschen Meisterschaften (nummeriert) vom neu gegründeten Großdeutschen Schachbund organisiert.
| Nr | Jahr | Gastgeber      | Meister            |
| -- | ---- | -------------- | ------------------ |
| 26 | 1933 | Bad Pyrmont    | Efim Bogoljubow    |
| 27 | 1934 | Aachen         | Carl Carls         |
| 28 | 1935 | Aachen         | Kurt Richter       |
| 29 | 1937 | Bad Oeynhausen | Georg Kieninger    |
| 30 | 1938 | Bad Oeynhausen | Erich Eliskases    |
| 31 | 1939 | Bad Oeynhausen | Erich Eliskases    |
| 32 | 1940 | Bad Oeynhausen | Georg Kieninger    |
| 33 | 1941 | Bad Oeynhausen | Paul Felix Schmidt |
| 34 | 1942 | Bad Oeynhausen | Ludwig Rellstab    |
| 35 | 1943 | Wien           | Josef Lokvenc      |

### Gesamtdeutsche Meisterschaften und Meisterschaften der Westzonen 1947–1953

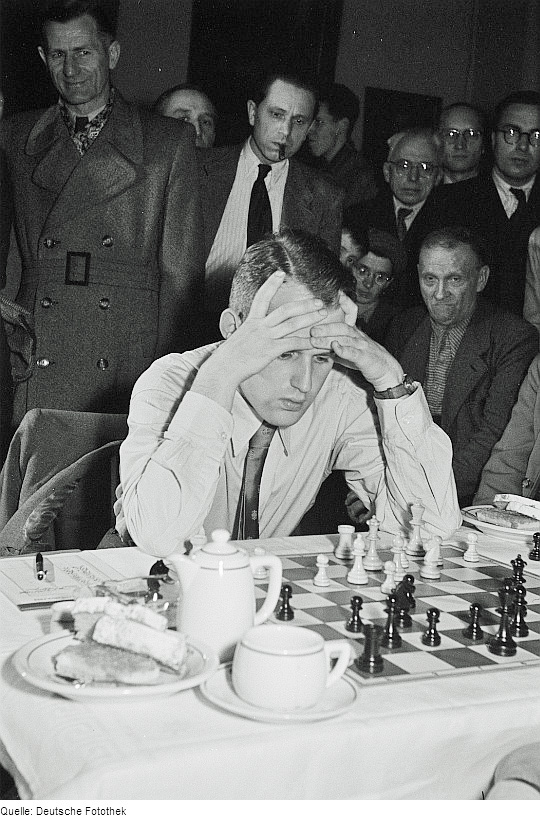
Wolfgang Unzicker, Deutsche Meisterschaft, Leipzig 1953

Nach dem Zweiten Weltkrieg fanden Gesamtdeutsche Meisterschaften sowie getrennte Meisterschaften der Westzonen und der Ostzone statt. Seit 1950 wurden separate Meisterschaften in der Bundesrepublik Deutschland und in der DDR ausgetragen. 1951 und 1953 fanden die beiden letzten Gesamtdeutschen Meisterschaften bis zur Wiedervereinigung statt. Die Meisterschaften des Deutschen Schachbundes sind durchnummeriert. 1953 nahmen mit Otto Benkner und Gerhard Lorson auch zwei Spieler aus dem Saarland teil.
| Nr | Jahr | Gastgeber   | Meister           |
| -- | ---- | ----------- | ----------------- |
| 36 | 1947 | Weidenau    | Georg Kieninger   |
| 37 | 1948 | Essen       | Wolfgang Unzicker |
| 38 | 1949 | Bad Pyrmont | Efim Bogoljubow   |
| 39 | 1950 | Bad Pyrmont | Wolfgang Unzicker |
| 40 | 1951 | Düsseldorf  | Rudolf Teschner   |
| 42 | 1953 | Leipzig     | Wolfgang Unzicker |

### Meisterschaften der Bundesrepublik Deutschland 1953–1989

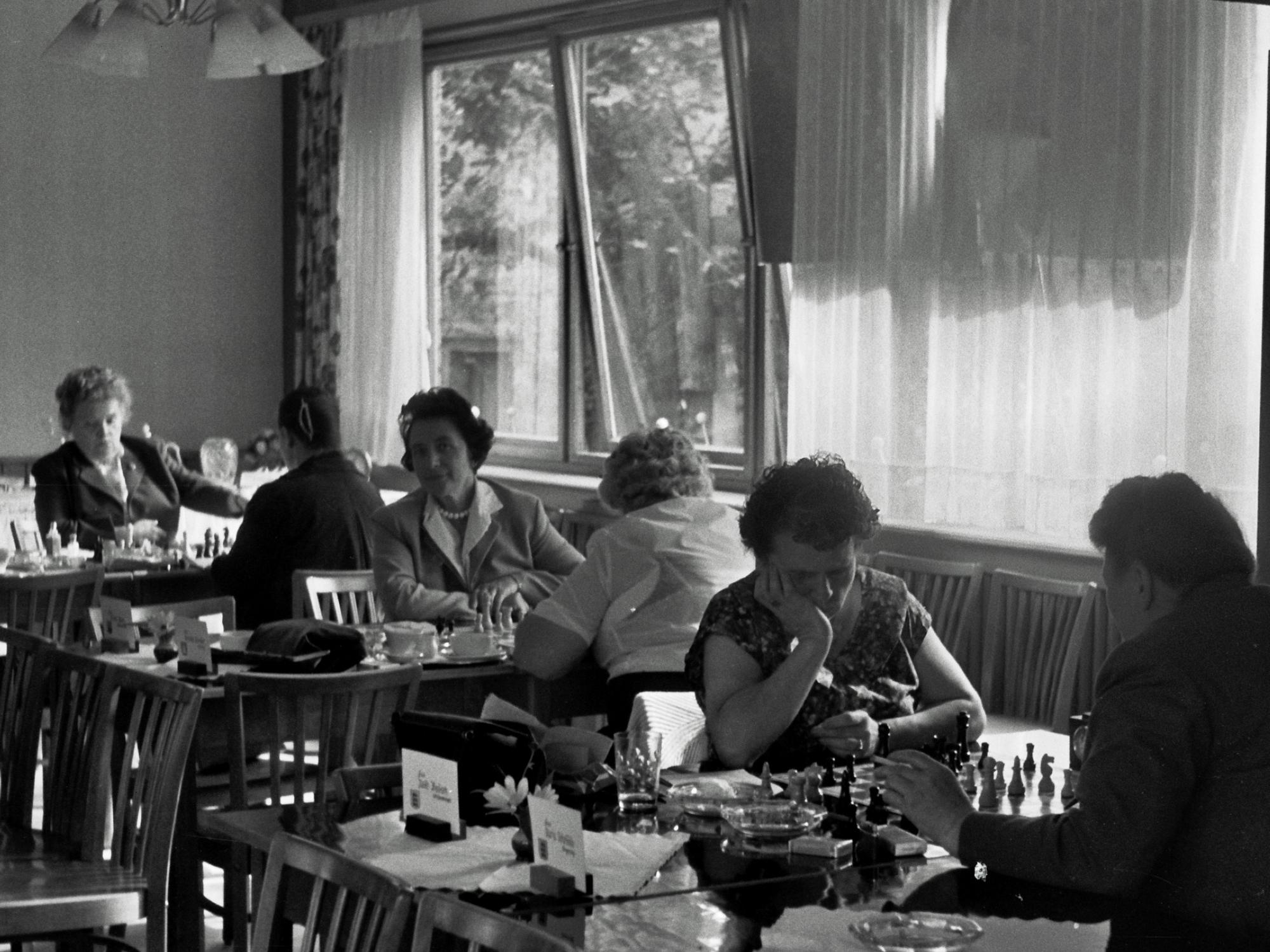
Deutsche Damenmeisterschaft 1959 in Dahn

| Nr | Jahr | Gastgeber    | Meister                    |
| -- | ---- | ------------ | -------------------------- |
| 41 | 1953 | Berlin       | Wolfgang Unzicker          |
| 43 | 1955 | Höchst       | Klaus Darga                |
| 44 | 1957 | Bad Neuenahr | Paul Tröger                |
| 45 | 1959 | Nürnberg     | Wolfgang Unzicker          |
| 46 | 1961 | Bad Pyrmont  | Klaus Darga                |
| 47 | 1963 | Bad Pyrmont  | Wolfgang Unzicker          |
| 48 | 1965 | Bad Aibling  | (Titel nicht vergeben)     |
| 49 | 1967 | Kiel         | Robert Hübner, Hans Besser |
| 50 | 1969 | Königsfeld   | Manfred Christoph          |
| 51 | 1970 | Völklingen   | Hans-Joachim Hecht         |
| 53 | 1972 | Oberursel    | Hans-Günter Kestler        |
| 55 | 1974 | Menden       | Peter Ostermeyer           |
| 57 | 1976 | Bad Pyrmont  | Klaus Wockenfuß            |
| 58 | 1978 | Bad Neuenahr | Luděk Pachman              |
| 59 | 1980 | Bad Neuenahr | Eric Lobron                |
| 60 | 1982 | Bad Neuenahr | Manfred Glienke            |
| 61 | 1984 | Bad Neuenahr | Eric Lobron                |
| 62 | 1987 | Bad Neuenahr | Vlastimil Hort             |
| 63 | 1989 | Bad Neuenahr | Vlastimil Hort             |

Anmerkungen: Bis 1969 und ab 1987 wurde die Meisterschaft der Bundesrepublik Deutschland als einfaches Rundenturnier mit je 16 Teilnehmern ausgetragen. Von 1970 bis 1974 wurden 15 Runden nach dem Schweizer System gespielt, es nahmen jeweils 36 Spieler teil. Von 1976 bis 1984 wurden 11 Runden nach dem Schweizer System gespielt, es nahmen 1976 26 Spieler, 1978 bis 1984 je 24 Spieler teil. 1965, 1967, 1987 und 1989 beendeten jeweils zwei Spieler das Turnier punktgleich an der Tabellenspitze. Es wurden in diesen Fällen Stichkämpfe ausgetragen, die jeweils unentschieden endeten, weshalb 1965 und 1967 beide Spieler den Titel erhielten, sowie 1987 und 1989 nach Wertung entschieden wurde. Die Nummern 52, 54 und 56 sind bei den Internationalen Deutschen Meisterschaften aufgeführt.

### Internationale Deutsche Meisterschaften (Bundesrepublik Deutschland) 1971–1988

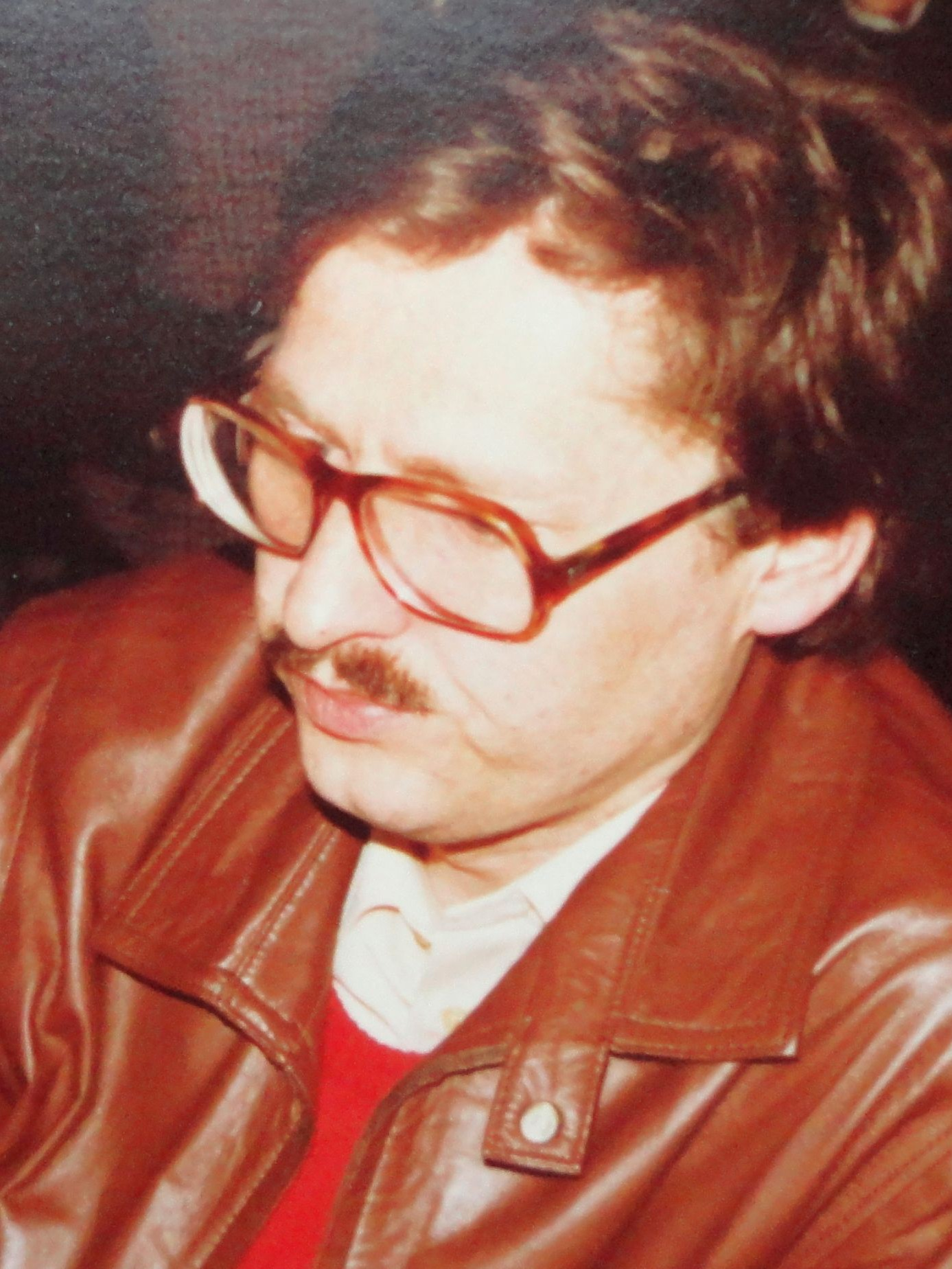
„Hajo“ Hecht (1980)

Zwischen 1971 und 1983 organisierte der DSB in den Jahren, in denen keine Meisterschaft der Bundesrepublik Deutschland ausgetragen wurde, Internationale Deutsche Meisterschaften und Großmeisterturniere. Alle diese Turniere wurden als einfaches Rundenturnier mit je 16 Teilnehmern ausgetragen. Neben den Erstplatzierten der vorhergegangenen Meisterschaft der Bundesrepublik Deutschland wurden starke ausländische Spieler zu den Turnieren eingeladen. Die zweite Meisterschaft wurde 1973 in Dortmund ausgetragen, direkt vor den ersten Dortmunder Schachtagen. Laut Festschrift des Deutschen Schachbundes war das Großmeisterturnier 1977 keine offizielle Deutsche Meisterschaft (laut Turnierordnung), während 1979 in München, 1981 in Bochum und 1983 in Hannover internationale Großmeisterturniere stattfanden. Außerdem fanden 1986 und 1988 Offene Deutsche Meisterschaften statt, bei denen kein Titel vergeben wurde. In nachfolgenden drei Tabellen sind in der ersten Spalte entweder die Nummer (Nr) der Deutschen Meisterschaft des DSB, oder GmT (Großmeister-Turnier des DSB) oder OdM (offene Deutsche Meisterschaft) als Art eingetragen.
| Nr | Jahr | Gastgeber | Meister            |
| -- | ---- | --------- | ------------------ |
| 52 | 1971 | Berlin    | Svetozar Gligorić  |
| 54 | 1973 | Dortmund  | Hans-Joachim Hecht |
| 56 | 1975 | Mannheim  | Walter Browne      |

| Art | Jahr | Gastgeber      | Sieger          |
| --- | ---- | -------------- | --------------- |
| GmT | 1977 | Bad Lauterberg | Anatoli Karpow  |
| GmT | 1979 | München        | Boris Spasski   |
| GmT | 1981 | Bochum         | Lubomir Kavalek |
| GmT | 1983 | Hannover       | Anatoli Karpow  |

| Art | Jahr | Gastgeber      | Sieger          |
| --- | ---- | -------------- | --------------- |
| OdM | 1986 | Krefeld        | John Nunn       |
| OdM | 1988 | Bad Lauterberg | Bernd Schneider |

### Meisterschaften der Sowjetischen Besatzungszone 1946–1949
| Nr | Jahr | Gastgeber           | Meister           |
| -- | ---- | ------------------- | ----------------- |
| 1  | 1946 | Leipzig             | Berthold Koch     |
| 2  | 1947 | Weißenfels          | Lothar Schmid     |
| 3  | 1948 | Bad Doberan         | Rudolf Teschner   |
| 4  | 1949 | Bad Klosterlausnitz | Wolfgang Pietzsch |

### Meisterschaften der DDR 1950–1990

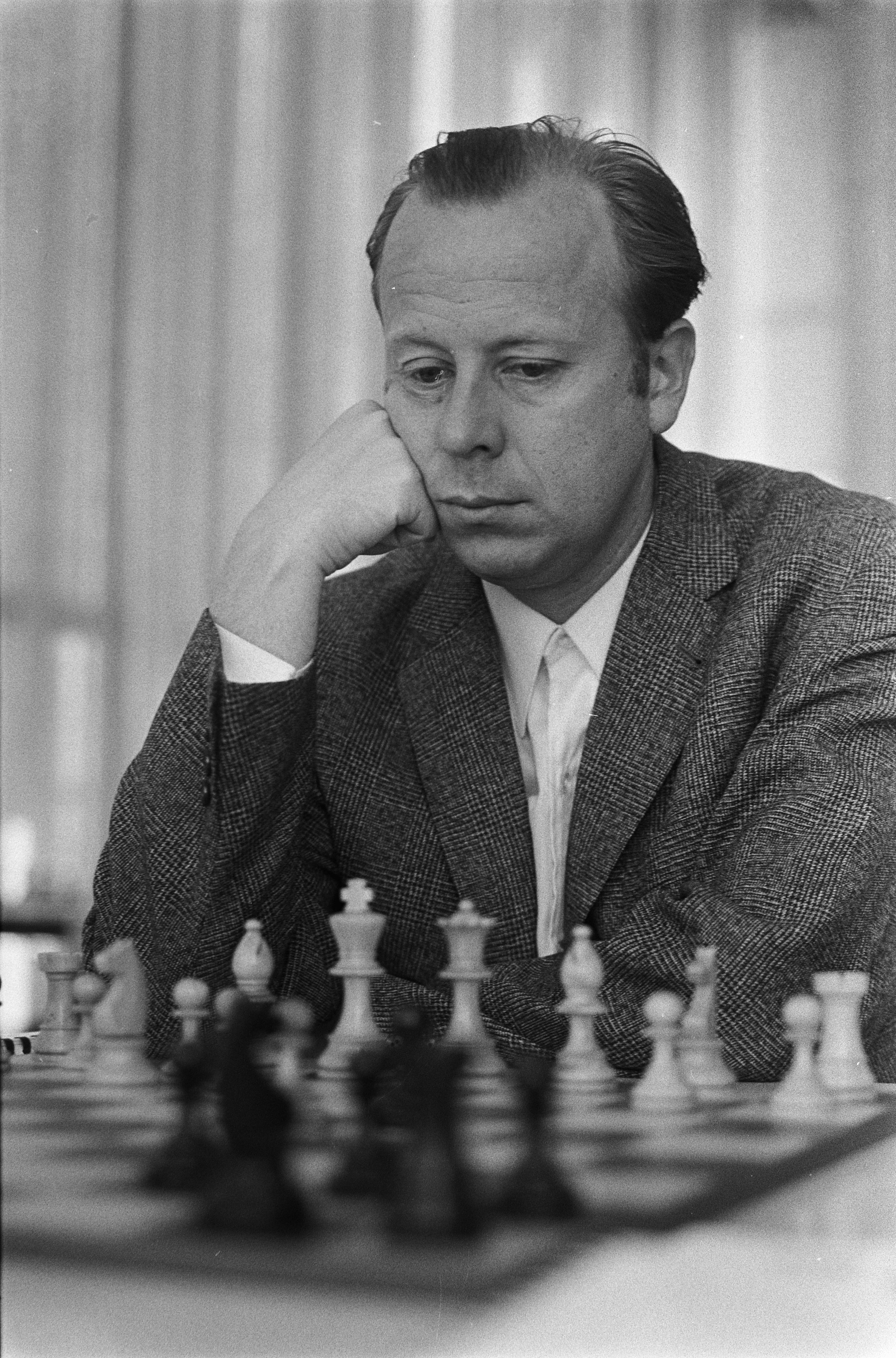
Wolfgang Uhlmann (1970)

| Nr | Jahr | Gastgeber         | Meister                        |
| -- | ---- | ----------------- | ------------------------------ |
| 1  | 1950 | Sömmerda          | Rudolf Elstner                 |
| 2  | 1951 | Schwerin          | Georg Stein                    |
| 3  | 1952 | Binz              | Berthold Koch                  |
| 4  | 1953 | Jena              | Reinhart Fuchs                 |
| 5  | 1954 | Meerane           | Wolfgang Uhlmann               |
| 6  | 1955 | Zwickau           | Wolfgang Uhlmann               |
| 7  | 1956 | Leipzig           | Reinhart Fuchs                 |
| 8  | 1957 | Sömmerda          | Burkhard Malich                |
| 9  | 1958 | Schkopau          | Wolfgang Uhlmann               |
| 10 | 1960 | Leipzig           | Wolfgang Pietzsch              |
| 11 | 1961 | Premnitz          | Lothar Zinn                    |
| 12 | 1962 | Gera              | Wolfgang Pietzsch              |
| 13 | 1963 | Aschersleben      | Günther Möhring                |
| 14 | 1964 | Magdeburg         | Wolfgang Uhlmann               |
| 15 | 1965 | Annaberg-Buchholz | Lothar Zinn                    |
| 16 | 1967 | Colditz           | Wolfgang Pietzsch              |
| 17 | 1968 | Weimar            | Wolfgang Uhlmann               |
| 18 | 1969 | Schwerin          | Lutz Espig                     |
| 19 | 1970 | Freiberg          | Fritz Baumbach                 |
| 20 | 1971 | Strausberg        | Lutz Espig                     |
| 21 | 1972 | Görlitz           | Manfred Schöneberg             |
| 22 | 1973 | Erfurt            | Burkhard Malich                |
| 23 | 1974 | Potsdam           | Rainer Knaak                   |
| 24 | 1975 | Stralsund         | Wolfgang Uhlmann               |
| 25 | 1976 | Gröditz           | Wolfgang Uhlmann               |
| 26 | 1977 | Frankfurt (Oder)  | Lothar Vogt                    |
| 27 | 1978 | Eggesin           | Rainer Knaak                   |
| 28 | 1979 | Suhl              | Lothar Vogt                    |
| 29 | 1980 | Plauen            | Hans-Ulrich Grünberg           |
| 30 | 1981 | Fürstenwalde      | Wolfgang Uhlmann               |
| 31 | 1982 | Salzwedel         | Rainer Knaak                   |
| 32 | 1983 | Cottbus           | Rainer Knaak, Wolfgang Uhlmann |
| 33 | 1984 | Eilenburg         | Rainer Knaak                   |
| 34 | 1985 | Jüterbog          | Wolfgang Uhlmann               |
| 35 | 1986 | Nordhausen        | Wolfgang Uhlmann               |
| 36 | 1987 | Glauchau          | Raj Tischbierek                |
| 37 | 1988 | Stralsund         | Lutz Espig, Thomas Pähtz       |
| 38 | 1989 | Zittau            | Hans-Ulrich Grünberg           |
| 39 | 1990 | Bad Blankenburg   | Raj Tischbierek, Thomas Pähtz  |

### Seit 1991 wieder gesamtdeutsche Meisterschaften

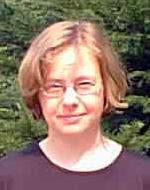
Anke Koglin (2001, seit 2006 Anke Lutz)

| Nr | Jahr | Gastgeber       | Meister                |
| -- | ---- | --------------- | ---------------------- |
| 64 | 1991 | Bad Neuenahr    | Vlastimil Hort         |
| 65 | 1993 | Bad Wildbad     | Thomas Luther          |
| 66 | 1994 | Binz            | Peter Enders           |
| 67 | 1995 | Binz            | Christopher Lutz       |
| 68 | 1996 | Dudweiler       | Matthias Wahls         |
| 69 | 1997 | Gladenbach      | Matthias Wahls         |
| 70 | 1998 | Bremen          | Jörg Hickl             |
| 71 | 1999 | Altenkirchen    | Robert Hübner          |
| 72 | 2000 | Heringsdorf     | Robert Rabiega         |
| 73 | 2001 | Altenkirchen    | Christopher Lutz       |
| 74 | 2002 | Saarbrücken     | Thomas Luther          |
| 75 | 2004 | Höckendorf      | Alexander Graf         |
| 76 | 2005 | Altenkirchen    | Artur Jussupow         |
| 77 | 2006 | Osterburg       | Thomas Luther          |
| 78 | 2007 | Bad Königshofen | Arkadij Naiditsch      |
| 79 | 2008 | Bad Wörishofen  | Daniel Fridman         |
| 80 | 2009 | Saarbrücken     | Arik Braun             |
| 81 | 2010 | Bad Liebenzell  | Niclas Huschenbeth     |
| 82 | 2011 | Bonn            | Igor Khenkin           |
| 83 | 2012 | Osterburg       | Daniel Fridman         |
| 84 | 2013 | Saarbrücken     | Klaus Bischoff         |
| 85 | 2014 | Verden          | Daniel Fridman         |
| 86 | 2015 | Saarbrücken     | Klaus Bischoff         |
| 87 | 2016 | Lübeck          | Sergei Kalinitschew    |
| 88 | 2017 | Apolda          | Liviu-Dieter Nisipeanu |
| 89 | 2018 | Dresden         | Rainer Buhmann         |
| 90 | 2019 | Magdeburg       | Niclas Huschenbeth     |
| 91 | 2020 | Magdeburg       | Luis Engel             |
| 92 | 2021 | Magdeburg       | Jonas Rosner           |
| 93 | 2022 | Magdeburg       | Leonardo Costa         |
| 94 | 2023 | Ostfildern      | Vitaly Kunin           |
| 95 | 2024 | Ostfildern      | Dmitrij Kollars        |
| 96 | 2025 | München         | Vincent Keymer         |

Anmerkungen: 1991 wurde die deutsche Meisterschaft als einfaches Rundenturnier mit 16 Teilnehmern ausgetragen, seit 1993 werden 9 Runden im Schweizer System gespielt. Die Teilnehmerzahl ist variabel und beträgt ungefähr 40. 1993 und 1995 wurden Schnellschachstichkämpfe um den Titel ausgetragen. 1993 setzte sich Thomas Luther durch, 1995 Christopher Lutz. 1998 und 2006 wurde der Titel nach Wertung (Eloschnitt der Gegner) vergeben, 1998 wurde Jörg Hickl Turniersieger, 2006 Thomas Luther. Bis 2002 wurde die deutsche Meisterschaft im letzten Quartal des Kalenderjahres ausgetragen. Da im gleichen Zeitrahmen offizielle Mannschaftsturniere der FIDE sowie des Europäischen Schachverbandes (European Chess Union ECU) stattfinden (Schacholympiaden, Mannschaftswelt- und -europameisterschaft), beschloss der Deutsche Schachbund 2003, die deutsche Meisterschaft ab 2004 im ersten Quartal des Kalenderjahres auszutragen, um den Terminkalender der Spitzenspieler zu entzerren. Infolgedessen fand 2003 keine deutsche Meisterschaft statt. Mittlerweile findet die Deutsche Meisterschaft aber wieder im Herbst statt.

## Deutsche Frauenmeisterschaften

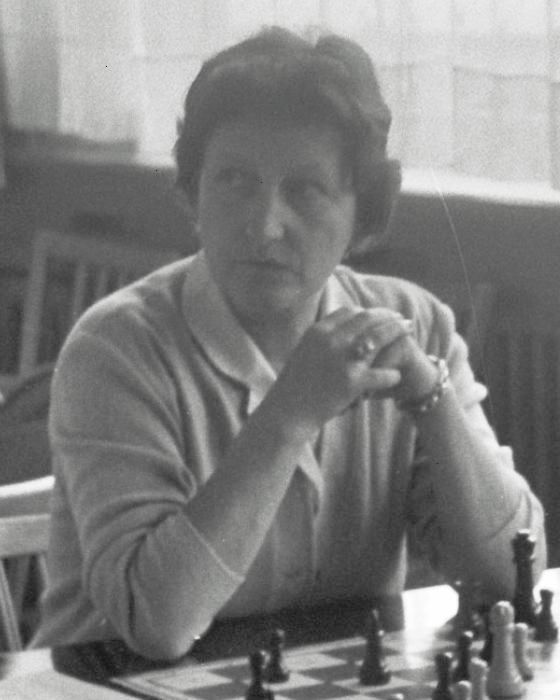
Friedl Rinder (1959)

Beim Kongress des Deutschen Schachbundes in Magdeburg 1927 wurde ein Damenturnier ausgetragen, dessen Siegerin den Titel „Meisterin des Deutschen Schachbundes“ erhielt. Seit 1939 tragen die Frauen verschiedene Einzelmeisterschaften aus. TeleSchach hat die Frauenmeisterschaften in einer Tabelle zusammengestellt. Aufgeführt sind die gesamtdeutschen Meisterschaften, die Meisterschaften der Ostzone (Sowjetische Besatzungszone) und der Seniorinnen sowie die offenen Frauenmeisterschaften, Blitzmeisterschaften und Schnellschachmeisterschaften (Rapid Chess). Angegeben sind jeweils Art, Jahr, Austragungsort, die ersten drei und bei fast allen Turnieren ein Link zu den Berichten.

### Kongress des Deutschen Schachbundes 1927
| Jahr | Gastgeber | Meister    |
| ---- | --------- | ---------- |
| 1927 | Magdeburg | Mittelmann |

### Meisterschaften des Großdeutschen Schachbundes 1939–1943
| Jahr | Gastgeber      | Meister       |
| ---- | -------------- | ------------- |
| 1939 | Stuttgart      | Friedl Rinder |
| 1942 | Bad Oeynhausen | Edith Keller  |
| 1943 | Wien           | -             |

### Gesamtdeutsche Meisterschaften 1947–1953
| Jahr | Gastgeber           | Meister               |
| ---- | ------------------- | --------------------- |
| 1947 | Seesen              | Edith Keller          |
| 1949 | München             | Friedl Rinder         |
| 1951 | Bad Klosterlausnitz | Edith Keller          |
| 1952 | Schwerin            | Edith Keller-Herrmann |
| 1953 | Waldkirch           | Edith Keller-Herrmann |

### Meisterschaften der Bundesrepublik Deutschland 1953–1989
| Jahr | Gastgeber           | Meister            |
| ---- | ------------------- | ------------------ |
| 1955 | Krefeld             | Friedl Rinder      |
| 1956 | Wolfratshausen      | Friedl Rinder      |
| 1957 | Lindau              | Helga Axt          |
| 1958 | Gießen              | Helga Axt          |
| 1959 | Dahn                | Friedl Rinder      |
| 1960 | Büdingen            | Maria Scheffold    |
| 1961 | Wennigsen (Deister) | Helga Axt          |
| 1962 | Eckernförde         | Anneliese Brandler |
| 1963 | Krefeld             | Hannelore Lucht    |
| 1964 | Bremen              | Irmgard Karner     |
| 1965 | Wangen im Allgäu    | Ottilie Stibaner   |
| 1968 | Fürstenfeldbruck    | Ursula Wasnetsky   |
| 1970 | Lauterbach          | Anni Laakmann      |
| 1972 | Burg                | Anni Laakmann      |
| 1974 | Kassel              | Anni Laakmann      |
| 1976 | Brilon              | Anni Laakmann      |
| 1978 | Delecke             | Barbara Hund       |
| 1980 | Schwäbisch Gmünd    | Isabel Hund        |
| 1982 | Porz                | Barbara Hund       |
| 1984 | Bad Aibling         | Barbara Hund       |
| 1987 | Bad Lauterberg      | Ute Späte          |
| 1989 | Bad Aibling         | Isabel Hund        |

### Offene Deutsche Frauenmeisterschaften seit 1971
| Jahr | Gastgeber           | Meister               |
| ---- | ------------------- | --------------------- |
| 1971 | Zell am Harmersbach | Gertrud Renz          |
| 1973 | Bad Aibling         | Doina Pfleger         |
| 1975 | Zell am Harmersbach | Ursula Wasnetsky      |
| 1977 | Weißenhäuser Strand | Maria Kuch            |
| 1979 | Wittlich            | Christel Neumark      |
| 1981 | Brilon              | Annette Borik         |
| 1983 | Porz                | Raissa Wapnitschnaja  |
| 1986 | Zell am Harmersbach | Annette Borik         |
| 1988 | Braunfels           | Rita Kas-Fromm        |
| 1990 | Bad Neustadt        | Jordanka Micic        |
| 1992 | Bad Neustadt        | Marina Olbrich        |
| 1994 | Wuppertal           | Ekaterina Borulya     |
| 1996 | Dresden             | Anita Just            |
| 1998 | Weimar              | Gundula David         |
| 2000 | Rodewisch           | Tetjana Wassylewytsch |
| 2002 | Bad Brückenau       | Heike Vogel           |
| 2004 | Osterburg (Altmark) | Sandra Krege          |
| 2006 | Bad Königshofen     | Petra Blažková        |
| 2008 | Kerkwitz            | Antje Fuchs           |
| 2010 | Gladenbach          | Heike Vogel           |
| 2012 | Gladenbach          | Antje Fuchs           |

### Internationale Offene Deutsche Frauenmeisterschaften seit 1977

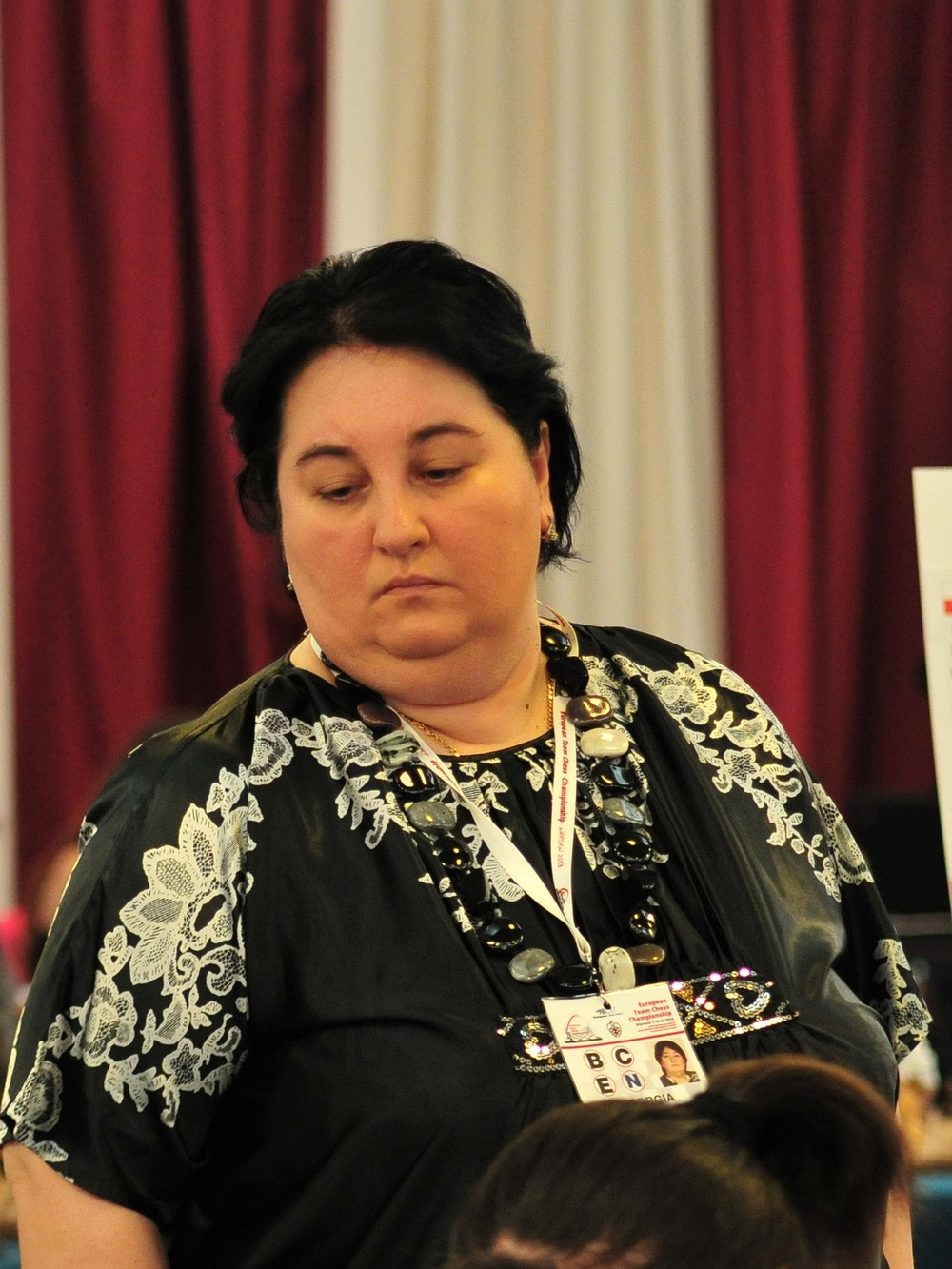
Nino Gurieli (2013)

| Jahr | Gastgeber            | Meister                                            |
| ---- | -------------------- | -------------------------------------------------- |
| 1977 | Bad Kissingen        | Marta Litinskaja                                   |
| 1979 | Bad Kissingen        | Maia Tschiburdanidse                               |
| 1981 | Bad Kissingen        | Nino Gurieli                                       |
| 2014 | Erfurt               | Christina Winterholler                             |
| 2015 | Bayerisch Eisenstein | Jutta Ries                                         |
| 2016 | Bodenmais            | Melanie Grund                                      |
| 2017 | Bodenmais            | Brigitte von Herman                                |
| 2018 | Bodenmais            | Vera Lorencova                                     |
| 2019 | Bodenmais            | Brigitte von Herman                                |
| 2020 | Erlangen             | Anne Lukas                                         |
| 2021 | Nürnberg             | Anne Lukas                                         |
| 2022 | Darmstadt            | Yelyzaveta Hrebenshchykova                         |
| 2023 | Magdeburg            | Elina Heutling                                     |
| 2024 | Augsburg             | Klaudia Kulon (Gruppe A) Vanessa Bräuer (Gruppe B) |

### Meisterschaften der Sowjetischen Besatzungszone 1948/49
| Jahr | Gastgeber           | Meister        |
| ---- | ------------------- | -------------- |
| 1948 | Bad Doberan         | Gertrud Nüsken |
| 1949 | Bad Klosterlausnitz | Mira Kremer    |

### Meisterschaften der DDR 1950–1990
| Jahr | Gastgeber         | Meister                          |
| ---- | ----------------- | -------------------------------- |
| 1950 | Sömmerda          | Edith Keller, Gertrud Nüsken     |
| 1951 | Schwerin          | Mira Kremer                      |
| 1952 | Schwerin          | Edith Keller-Herrmann            |
| 1953 | Weißenfels        | Gertrud Nüsken                   |
| 1954 | Bad Saarow        | Ursula Höroldt                   |
| 1955 | Zwickau           | Gertrud Nüsken                   |
| 1956 | Leipzig           | Edith Keller-Herrmann            |
| 1957 | Sömmerda          | Edith Keller-Herrmann            |
| 1958 | Schkopau          | Waltraud Schameitat              |
| 1959 | Leipzig           | Edith Keller-Herrmann            |
| 1961 | Premnitz          | Waltraud Schameitat              |
| 1962 | Gera              | Waltraud Schameitat              |
| 1963 | Aschersleben      | Waltraud Nowarra                 |
| 1964 | Magdeburg         | Gabriele Ortlepp                 |
| 1965 | Annaberg-Buchholz | Gabriele Just                    |
| 1967 | Colditz           | Waltraud Nowarra, Ursula Liebert |
| 1968 | Weimar            | Waltraud Nowarra                 |
| 1969 | Schwerin          | Waltraud Nowarra                 |
| 1970 | Freiberg          | Christina Hölzlein               |
| 1971 | Strausberg        | Christina Hölzlein               |
| 1972 | Görlitz           | Gabriele Just                    |
| 1973 | Erfurt            | Eveline Nünchert                 |
| 1974 | Potsdam           | Petra Feustel                    |
| 1975 | Stralsund         | Brigitte Hofmann                 |
| 1976 | Gröditz           | Petra Feustel                    |
| 1977 | Frankfurt (Oder)  | Petra Feustel                    |
| 1978 | Torgelow          | Brigitte Hofmann                 |
| 1979 | Suhl              | Brigitte Hofmann                 |
| 1980 | Plauen            | Ulricke Seidemann                |
| 1981 | Fürstenwalde      | Annett Wagner-Michel             |
| 1982 | Salzwedel         | Iris Bröder                      |
| 1983 | Cottbus           | Annett Wagner-Michel             |
| 1984 | Eilenburg         | Iris Bröder                      |
| 1985 | Jüterbog          | Marion Heintze                   |
| 1986 | Nordhausen        | Carola Manger                    |
| 1987 | Glauchau          | Iris Bröder                      |
| 1988 | Stralsund         | Antje Riedel                     |
| 1989 | Zittau            | Kerstin Kunze                    |
| 1990 | Bad Blankenburg   | Gundula Nehse                    |

### Seit 1991 wieder gesamtdeutsche Meisterschaften
| Jahr | Gastgeber       | Meister                  |
| ---- | --------------- | ------------------------ |
| 1991 | Beverungen      | Anke Koglin              |
| 1993 | Bad Mergentheim | Marina Olbrich           |
| 1995 | Krefeld         | Tatjana Grabusowa        |
| 1997 | Ottweiler       | Marina Olbrich           |
| 1999 | Chemnitz        | Elisabeth Pähtz          |
| 2001 | Krefeld         | Jessica Nill             |
| 2003 | Altenkirchen    | Annemarie Sylvia Meier   |
| 2005 | Bad Königshofen | Sandra Krege             |
| 2007 | Osterburg       | Ljubow Kopylowa          |
| 2009 | Hockenheim      | Polina Zilberman         |
| 2011 | Bonn            | Sarah Hoolt              |
| 2013 | Bad Wiessee     | Hanna Marie Klek         |
| 2015 | Bad Wiessee     | Zoya Schleining          |
| 2017 | Bad Wiessee     | Jana Schneider           |
| 2019 | Magdeburg       | Marta Michna             |
| 2020 | Magdeburg       | Carmen Voicu-Jagodzinsky |
| 2021 | Magdeburg       | Elena Köpke              |
| 2022 | Magdeburg       | Lara Schulze             |
| 2023 | Ostfildern      | Kateryna Dolschykowa     |
| 2024 | Ostfildern      | Tetjana Kostak           |
| 2025 | München         | Dinara Wagner            |

## Offene Deutsche Seniorenmeisterschaften

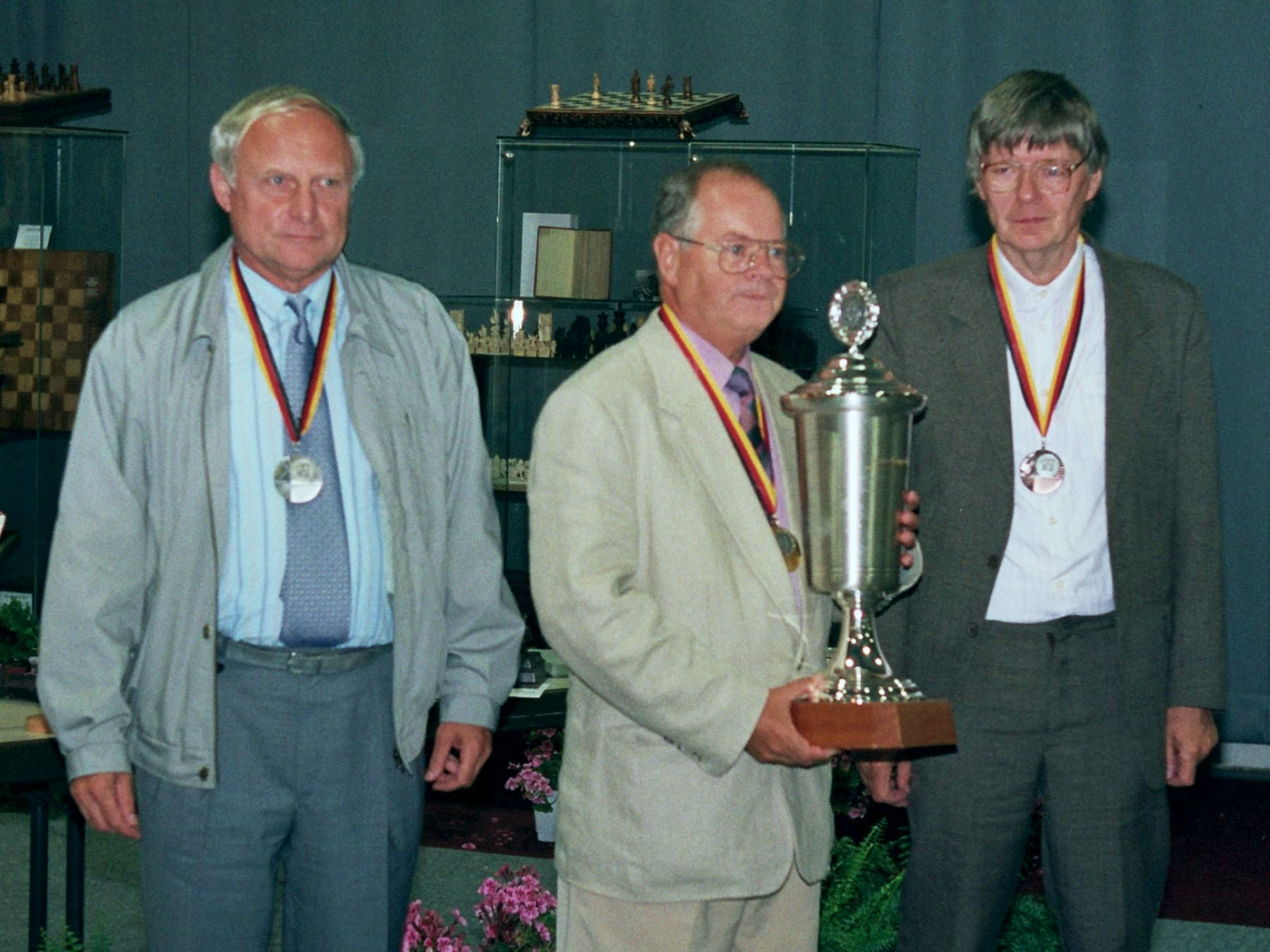
Siegerehrung bei der Deutschen Meisterschaft der Senioren 1995: Ralf Scheipl, Gottfried Braun und Bodo Starck

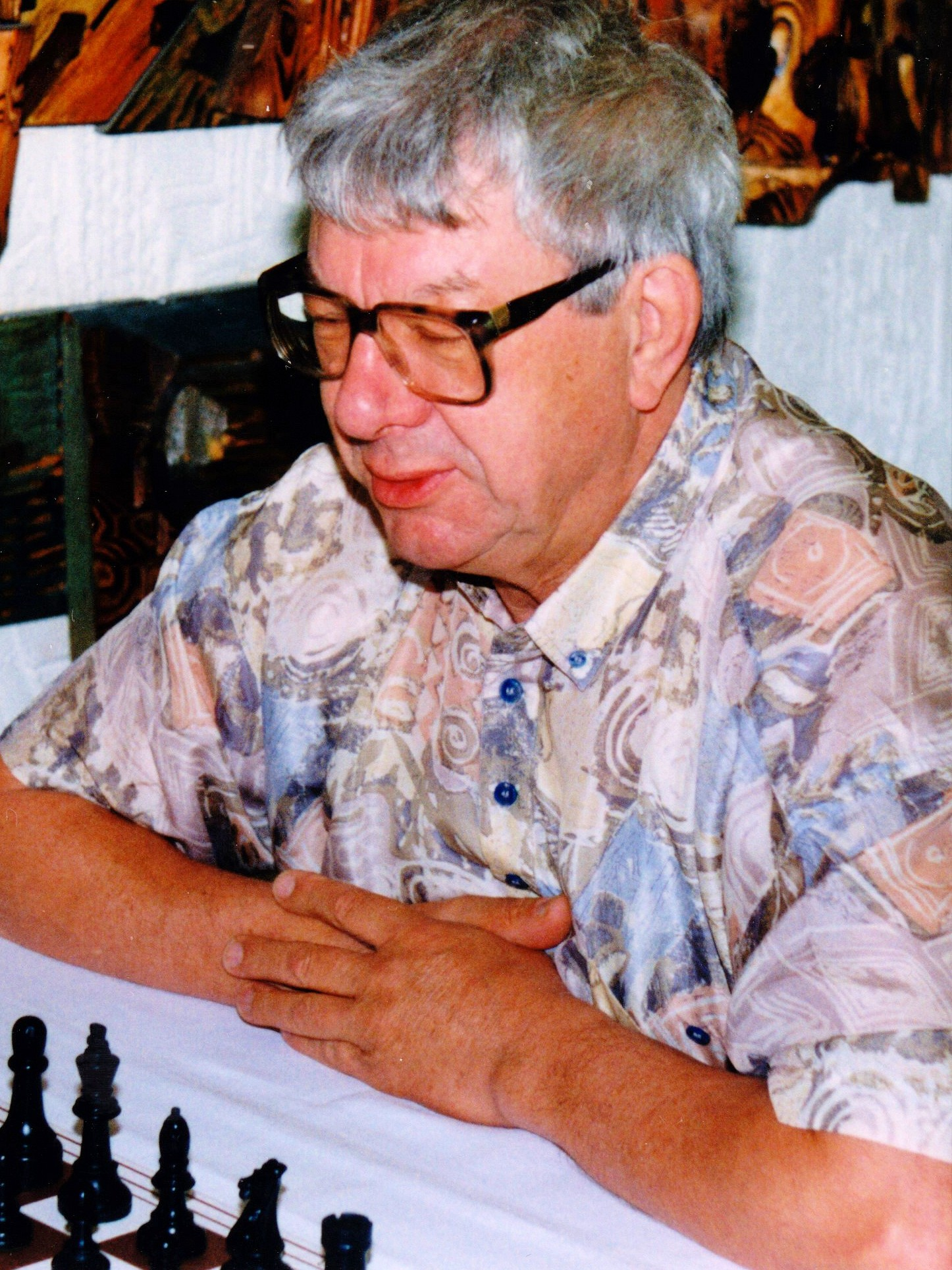
Manfred Dornieden (1996)

Seit 1989 werden offene deutsche Seniorenmeisterschaften ausgetragen, die fortlaufend nummeriert sind. Es wird ein Wettbewerb in der Altersklasse 50+ und einer in der Altersklasse 65+ ausgespielt; die Titel des deutschen Seniorenmeister und der deutschen Seniorenmeisterin werden in einem gemeinsamen Turnier ausgespielt. Bis 2017 waren teilnahmeberechtigt Männer, die mindestens 60 Jahre und Frauen, die mindestens 55 Jahre alt sind.

### Offene Deutsche Seniorenmeisterschaften seit 1989

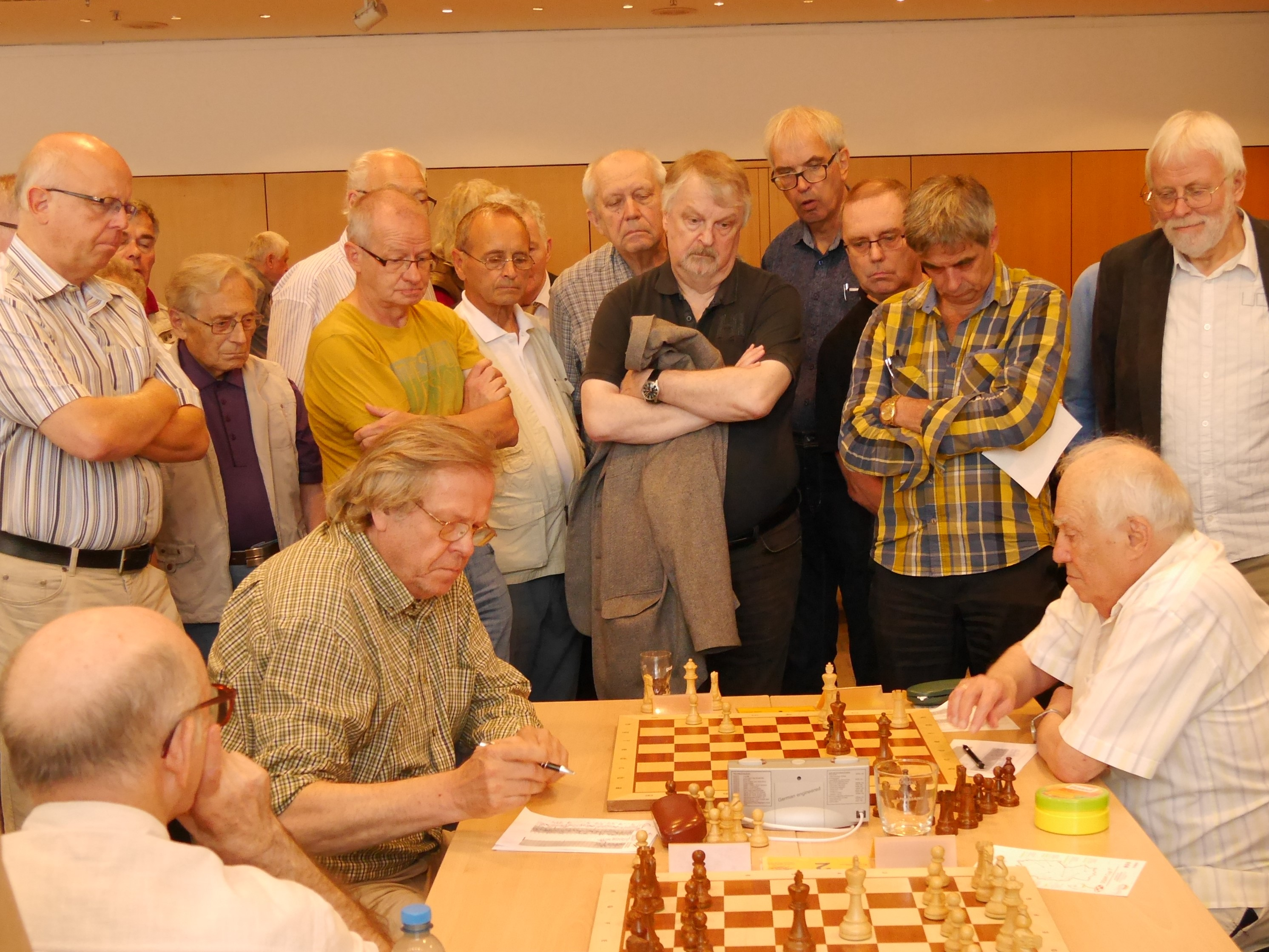
Letzte Runde der Meisterschaft 2017, die alles entscheidende Partie an Brett 1 zwischen Bodo Schmidt (links) und Jefim Rotstein, der die Partie gewann und damit deutscher Seniorenmeister 2017 wurde.

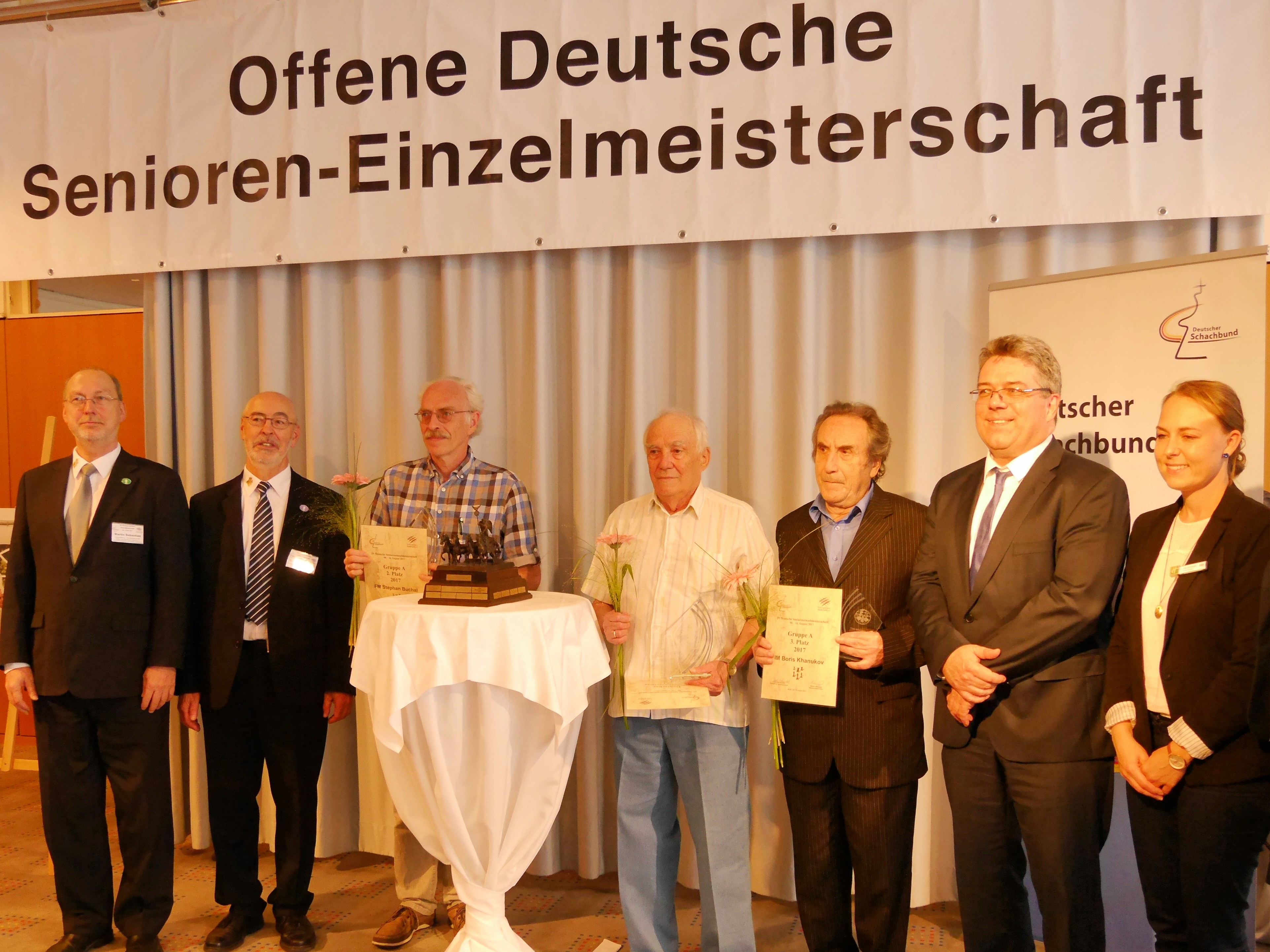
Siegerehrung der Meisterschaft 2017, v. l. n. r.: Martin Sebastian, Gerhard Maiwald, Stephan Buchal (2.), Jefim Rotstein (1.), Boris Khanukov (3.), Ullrich Krause und Cathlen Großmann (Event Managerin).

| Nr | Jahr | Gastgeber                | Meister                                        |
| -- | ---- | ------------------------ | ---------------------------------------------- |
| 1  | 1989 | Bad Wörishofen           | Walter Steglich                                |
| 2  | 1990 | Bad Meinberg             | Günter Abendroth                               |
| 3  | 1991 | Freudenstadt             | Hans Hoffmann                                  |
| 4  | 1992 | Freudenstadt             | Hans Hoffmann                                  |
| 5  | 1993 | Bad Meinberg             | Hartmut Kauder                                 |
| 6  | 1994 | Bad Schussenried         | Willy Rosen                                    |
| 7  | 1995 | Oldenburg                | Gottfried Braun                                |
| 8  | 1996 | Friedrichroda            | Manfred Dornieden                              |
| 9  | 1997 | Bad Bevensen             | Karl-Josef Schiffer                            |
| 10 | 1998 | Weilburg                 | Jānis Klovāns                                  |
| 11 | 1999 | Bad Wiessee              | Heinrich Fronczek                              |
| 12 | 2000 | Bad Homburg vor der Höhe | Jefim Rotstein                                 |
| 13 | 2001 | Dresden                  | Wolfgang Uhlmann                               |
| 14 | 2002 | Freudenstadt             | Jefim Rotstein                                 |
| 15 | 2003 | Bad Wiessee              | Johann Fischer                                 |
| 16 | 2004 | Templin                  | Jefim Rotstein                                 |
| 17 | 2005 | Essen                    | Klaus Klundt                                   |
| 18 | 2006 | Dresden                  | Wolfgang Uhlmann                               |
| 19 | 2007 | Templin                  | Manfred Böhnisch                               |
| 20 | 2008 | Erfurt                   | Erich Krüger                                   |
| 21 | 2009 | Dresden                  | Christian Clemens                              |
| 22 | 2010 | Berlin                   | Clemens Werner                                 |
| 23 | 2011 | Halle (Saale)            | Christian Clemens                              |
| 24 | 2012 | Dresden                  | Bodo Schmidt                                   |
| 25 | 2013 | Oberhof                  | Ryhor Isserman                                 |
| 26 | 2014 | Bad Neuenahr             | Yuri Boidman                                   |
| 27 | 2015 | Magdeburg                | Boris Grusman                                  |
| 28 | 2016 | Niedernhausen            | Boris Khanukov                                 |
| 29 | 2017 | Berlin                   | Jefim Rotstein                                 |
| 30 | 2018 | Hamburg                  | Dieter Pirrot (50+) Gerhard Kiefer (65+)       |
| 31 | 2019 | Radebeul                 | Michael Becker (50+) Jefim Rotstein (65+)      |
| 32 | 2020 | Magdeburg                | Hans-Joachim Vatter (50+) Ulrich Dresen (65+)  |
| 33 | 2021 | Magdeburg                | Henrik Danielsen (50+) Ralf-Axel Simon (65+)   |
| 34 | 2022 | Magdeburg                | Arno Zude (50+) Yuri Boidman (65+)             |
| 35 | 2023 | Bad Wildungen            | Hartmut Metz (50+) Hans Werner Ackermann (65+) |
| 36 | 2024 | Bad Wildungen            | Dieter Pirrot (50+) Jürgen Juhnke (65+)        |
| 37 | 2025 | Bad Neuenahr             | Hans Wagner (50+) Yuri Boidman (65+)           |

### Offene Deutsche Seniorenmeisterschaften der Frauen seit 1989

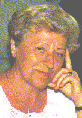
Irene Winter (1996) gewann viermal die Meisterschaft

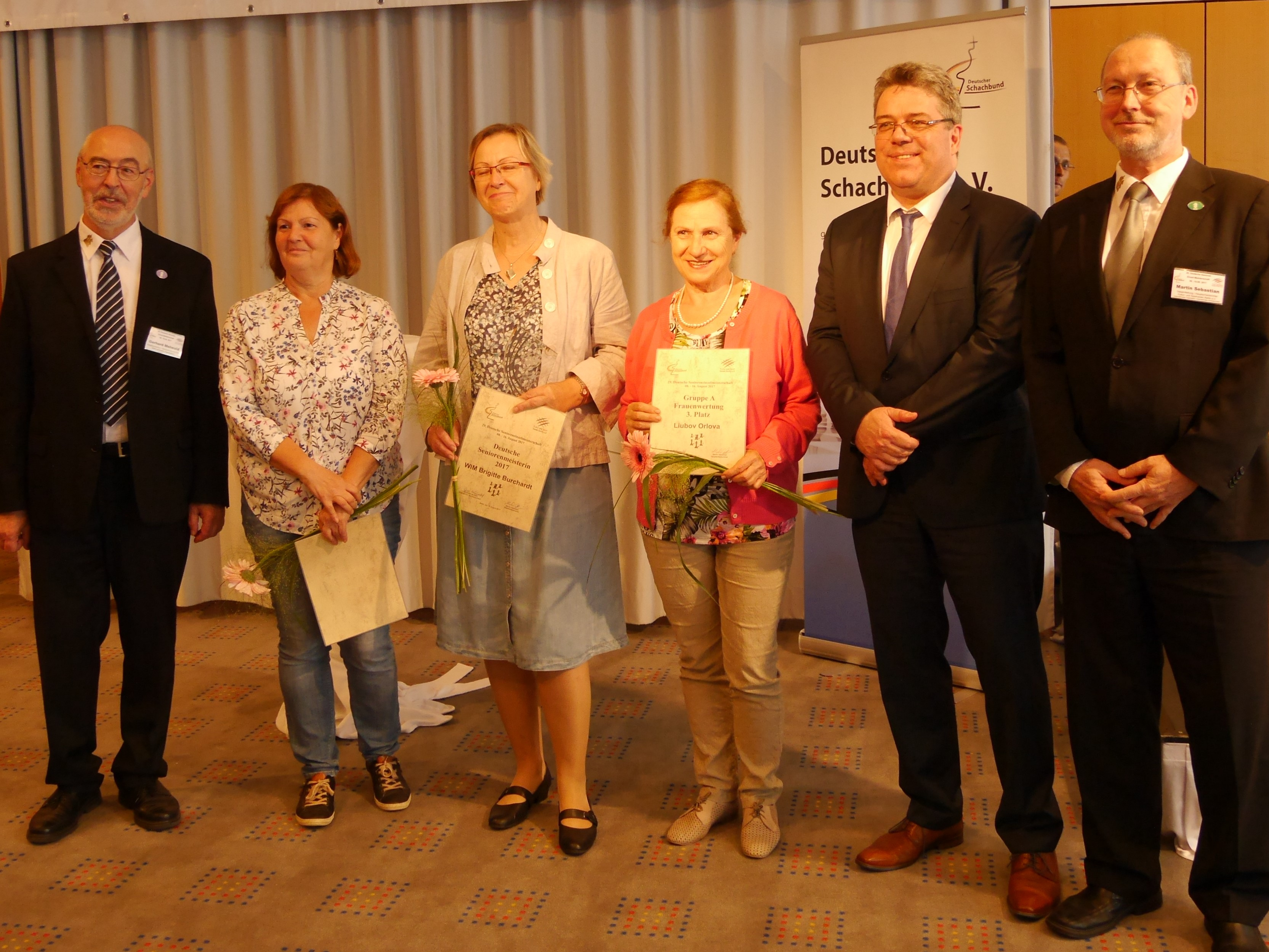
Siegerehrung 2017, v.l.n.r: Gerhard Maiwald, Annett Wagner-Michel (2.), Brigitte Burchardt (1.), Liubov Orlova (3.), Ullrich Krause und Martin Sebastian.

| Jahr | Gastgeber                | Meister                                      |
| ---- | ------------------------ | -------------------------------------------- |
| 1989 | Bad Wörishofen           | Juliane Hund                                 |
| 1990 | Bad Meinberg             | Miloca Schneider                             |
| 1991 | Freudenstadt             | Irene Winter                                 |
| 1992 | Freudenstadt             | Hildegard Richter                            |
| 1993 | Bad Meinberg             | Lieselotte Janssen                           |
| 1994 | Bad Schussenried         | Irene Winter                                 |
| 1995 | Oldenburg                | Miloca Schneider                             |
| 1996 | Friedrichroda            | Gabriele Just                                |
| 1997 | Bad Bevensen             | Irene Winter                                 |
| 1998 | Weilburg                 | Irene Winter                                 |
| 1999 | Bad Wiessee              | Vera Kohls                                   |
| 2000 | Bad Homburg vor der Höhe | Irmgard Karner                               |
| 2001 | Dresden                  | Lieselotte Janssen                           |
| 2002 | Freudenstadt             | Lieselotte Janssen                           |
| 2003 | Bad Wiessee              | Lieselotte Janssen                           |
| 2004 | Templin                  | Ludmilla Ljubarskaja                         |
| 2005 | Essen                    | Miloca Schneider                             |
| 2006 | Dresden                  | Lieselotte Janssen                           |
| 2007 | Templin                  | Eveline Nünchert                             |
| 2008 | Erfurt                   | Eveline Nünchert                             |
| 2009 | Dresden                  | Lieselotte Janssen                           |
| 2010 | Berlin                   | Eveline Nünchert                             |
| 2011 | Halle (Saale)            | Mira Kierzek                                 |
| 2012 | Dresden                  | Mira Kierzek                                 |
| 2013 | Oberhof                  | Liubov Orlova                                |
| 2014 | Bad Neuenahr             | Liubov Orlova                                |
| 2015 | Magdeburg                | Mira Kierzek                                 |
| 2016 | Niedernhausen            | Mira Kierzek                                 |
| 2017 | Berlin                   | Brigitte Burchardt                           |
| 2018 | Hamburg                  | Mira Kierzek (50+) Barbara Borries (65+)     |
| 2019 | Radebeul                 | Mira Kierzek (50+) Gabriele Just (65+)       |
| 2020 | Magdeburg                | Britta Leib (50+) Mira Kierzek (65+)         |
| 2021 | Magdeburg                | Karin Roos (50+) Liubov Orlova (65+)         |
| 2022 | Magdeburg                | Birgit Schneider (50+) Ljubov Orlova (65+)   |
| 2023 | Bad Wildungen            | Birgit Schneider (50+) Beate Krum (65+)      |
| 2024 | Bad Wildungen            | Constanze Jahn (50+) Mira Kierzek (65+)      |
| 2025 | Bad Neuenahr             | Britta Leib (50+) Annett Wagner-Michel (65+) |

## Deutsche Jugendmeisterschaften

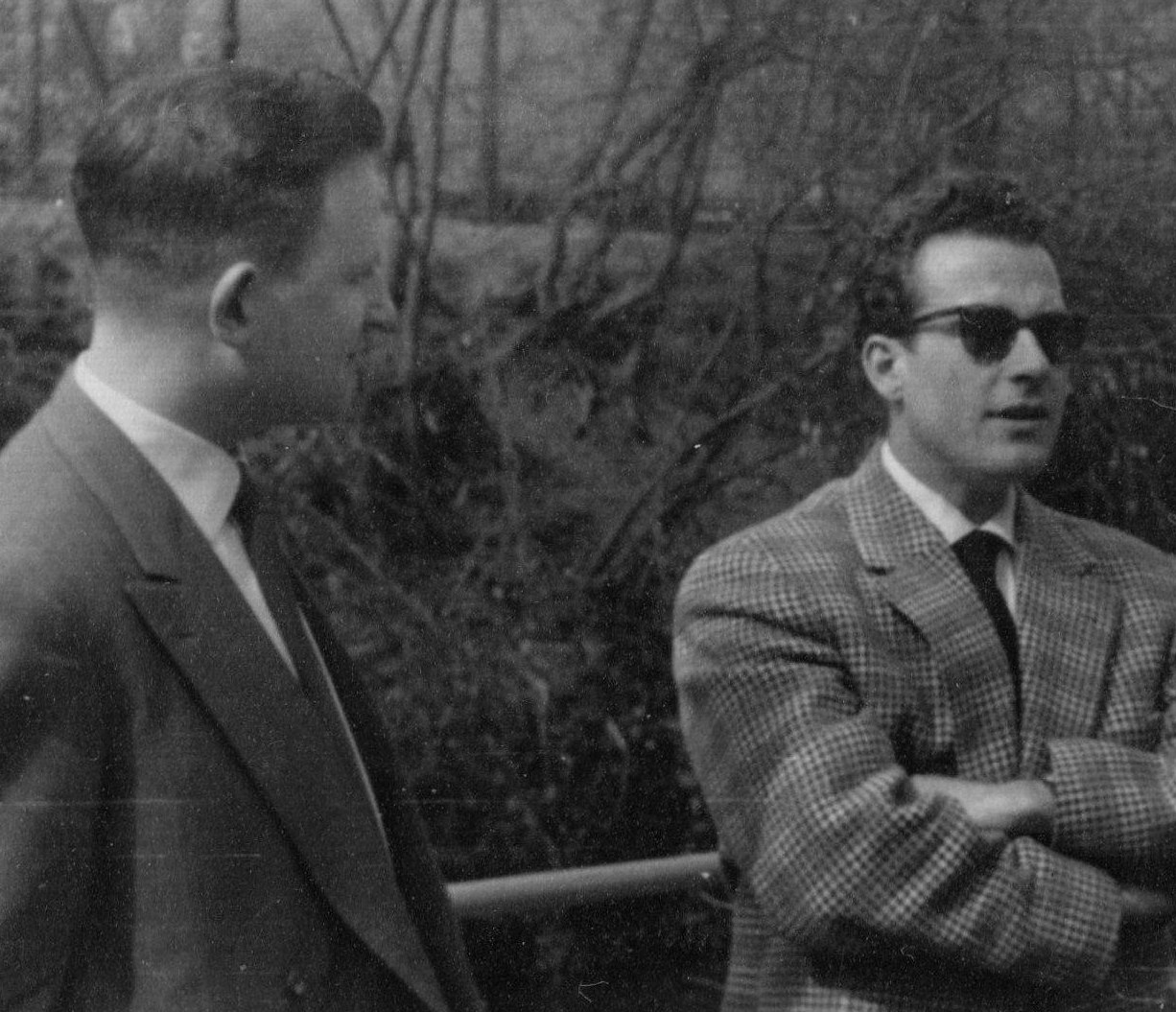
Heinz Marcus und Egon Joppen, die Jugendmeister 1948 und 1943

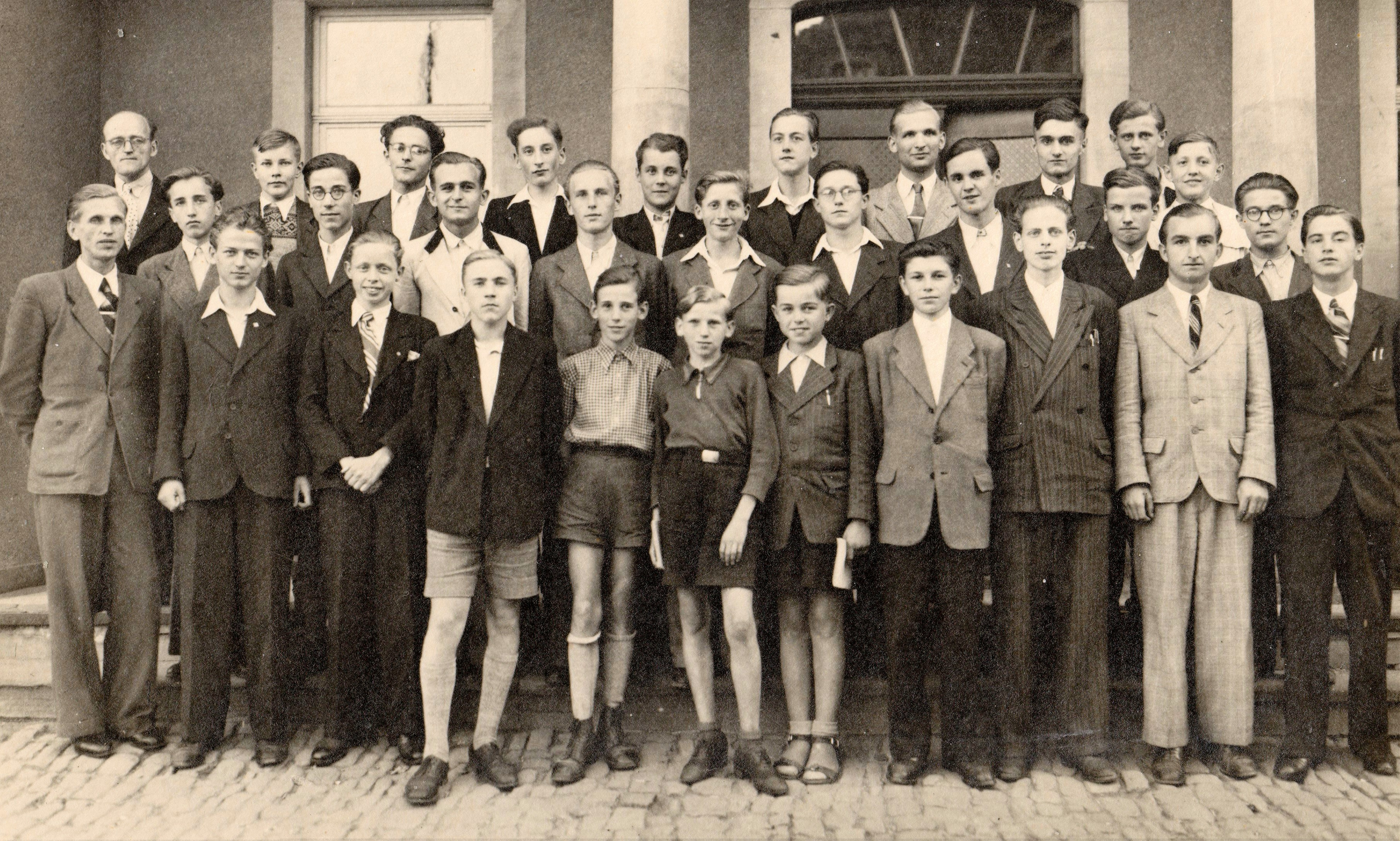
Gruppenbild zur Jugendmeisterschaft 1949 der Ostzone in Bad Klosterlausnitz.

Bis 1998 war das Höchstalter 20 Jahre, seit 1999 ist es 18 Jahre (U18). 1947, 1951, 1952 und 1953 sowie seit 1991 wurden gesamtdeutsche Meisterschaften ausgespielt. Außerdem fanden von 1947 bis 1990 sowohl westdeutsche als auch ostdeutsche Meisterschaften statt. In der Tabelle sind die gesamtdeutschen, westdeutschen und soweit bekannt ostdeutschen Titelträger aufgeführt. Die deutschen Jugendmeisterschaften werden zurzeit ebenfalls in den Altersklassen U16, U14, U12 und U10 ausgetragen. Hinzu kommen zusätzliche Jugendklassen der weiblichen Jugend: U18w, U16w, U14w, U12w und U10w. In den Altersklassen U10 und U12 spielten Mädchen und Jungen bis 2015 zusammen, benannten aber jeweils ihren U10- bzw. U10w-Meister sowie U12- bzw. U12w-Meister. In den Klassen U18, U16, U14, U12 und U10 können auch Mädchen mitspielen.
| Jahr | Art    | Gastgeber               | Meister                    |
| ---- | ------ | ----------------------- | -------------------------- |
| 1943 | gesamt | Wien                    | Egon Joppen                |
| 1947 | gesamt | Weidenau                | Lothar Schmid              |
| 1948 | west   | Hamburg                 | Heinz Marcus               |
| 1949 | ost    | Bad Klosterlausnitz     | Hartmut Kauder             |
| 1949 | west   | Northeim                | Edgar Klaeger              |
| 1950 | ost    | Sömmerda                | Reinhart Fuchs             |
| 1950 | west   | Blankenstein            | Willy Rosen                |
| 1951 | ost    | Schwerin                | Edmund Budrich             |
| 1951 | west   | Hamburg                 | Klaus Darga                |
| 1951 | gesamt | Leipzig                 | Wolfgang Uhlmann           |
| 1952 | gesamt | Sigmaringen             | Reinhart Fuchs             |
| 1953 | west   | Gelsenkirchen           | Wolfram Bialas             |
| 1953 | gesamt | Meißen                  | Heinz Liebert              |
| 1954 | west   | Braunschweig            | Gerd Rinder                |
| 1955 | west   | Remscheid               | Mathias Gerusel            |
| 1956 | west   | Traben-Trarbach         | Dieter Mohrlok             |
| 1957 | west   | Berlin                  | Gerhard Biebinger          |
| 1958 | west   | Hitzacker               | Hans-Joachim Hecht         |
| 1959 | west   | Heidenheim an der Brenz | Rolf Bernhardt             |
| 1960 | west   | Großrosseln             | Helmut Pfleger             |
| 1961 | west   | Haslach im Kinzigtal    | Peter Ostermeyer           |
| 1962 | west   | Kiel                    | Peter Ostermeyer           |
| 1963 | west   | Bad Schwalbach          | Robert Hübner              |
| 1964 | ost    | Lübbenau                | Manfred Schöneberg         |
| 1964 | west   | Köln                    | Robert Hübner              |
| 1965 | west   | Erlangen                | Georg Pollak               |
| 1966 | ost    | Erfurt                  | Lutz Espig                 |
| 1966 | west   | Duisburg                | Arnulf Westermeier         |
| 1967 | west   | Hochspeyer              | Karl-Heinz Maeder          |
| 1968 | west   | Saarbrücken             | Karl-Heinz Maeder          |
| 1969 | west   | Hamburg                 | Ferdinand Middendorf       |
| 1970 | west   | Uelzen                  | Constanz Kiffmeyer         |
| 1971 | west   | Burg                    | Markus Bassler             |
| 1972 | west   | Berlin                  | Wolfgang Keller            |
| 1973 | west   | Bockum                  | Peter Mack                 |
| 1974 | west   | Bamberg                 | Karl-Heinz Podzielny       |
| 1975 | west   | Hamburg                 | Horst Bach                 |
| 1976 | west   | Lübeck                  | Jörg Weidemann             |
| 1977 | west   | Wallrabenstein          | Dario Dončević             |
| 1978 | west   | Dillingen               | Eric Lobron                |
| 1979 | west   | Tönisvorst              | Philipp Gerbert            |
| 1980 | west   | Saarbrücken             | Georg Siegel               |
| 1981 | west   | Bad Lauterberg          | Jürgen Graf                |
| 1982 | west   | Dortmund                | Michael Geveke             |
| 1983 | west   | Ganderkesee             | Lucas Brunner              |
| 1984 | west   | Miesenbach              | Peter Meyer                |
| 1985 | west   | Telgte                  | Matthias Wahls             |
| 1986 | west   | Neunkirchen             | Thomas Biehler             |
| 1987 | west   | Altensteig              | Christopher Lutz           |
| 1988 | west   | Dillingen               | Sven Joachim               |
| 1989 | west   | Bochum                  | Ralf Appel                 |
| 1990 | west   | Münster                 | Michael Bezold             |
| 1991 | gesamt | Magdeburg               | Michael Bezold             |
| 1992 | gesamt | Augsburg                | Roman Slobodjan            |
| 1993 | gesamt | Münster                 | Roland Schmaltz            |
| 1994 | gesamt | Herborn                 | Roman Slobodjan            |
| 1995 | gesamt | Leipzig                 | Arnd Lauber                |
| 1996 | gesamt | Halle (Saale)           | Christian Wilhelmi         |
| 1997 | gesamt | Apolda                  | Alexander Naumann          |
| 1998 | gesamt | Schierke                | Frerik Janz                |
| 1999 | gesamt | Oberhof                 | Rainer Buhmann             |
| 2000 | gesamt | Überlingen              | Andreas Schenk             |
| 2001 | gesamt | Willingen               | Thomas Pähtz jun.          |
| 2002 | gesamt | Winterberg              | Ilja Zaragatski            |
| 2003 | gesamt | Willingen               | Arik Braun                 |
| 2004 | gesamt | Willingen               | Maximilian Meinhardt       |
| 2005 | gesamt | Willingen               | Stefan Frübing             |
| 2006 | gesamt | Willingen               | Paul Zebisch               |
| 2007 | gesamt | Willingen               | Frederik Beck              |
| 2008 | gesamt | Willingen               | Peter Lichmann             |
| 2009 | gesamt | Willingen               | Hagen Poetsch              |
| 2010 | gesamt | Oberhof                 | Julian Jorczik             |
| 2011 | gesamt | Oberhof                 | Felix Graf                 |
| 2012 | gesamt | Oberhof                 | Maximilian Berchtenbreiter |
| 2013 | gesamt | Oberhof                 | Johannes Carow             |
| 2014 | gesamt | Magdeburg               | Florian Ott                |
| 2015 | gesamt | Willingen               | Spartak Grigorian          |
| 2016 | gesamt | Willingen               | Denis Gretz                |
| 2017 | gesamt | Willingen               | Roven Vogel                |
| 2018 | gesamt | Willingen               | Jari Reuker                |
| 2019 | gesamt | Willingen               | Luis Engel                 |
| 2020 | gesamt | Willingen               | Oliver Stork               |
| 2021 | gesamt | Willingen               | Nils Richter               |
| 2022 | gesamt | Willingen               | Marius Fromm               |
| 2023 | gesamt | Willingen               | Collin Colbow              |
| 2024 | gesamt | Willingen               | Wadym Petrowskyj           |